# Polyscias gruschvitzkii
Polyscias gruschvitzkii är en araliaväxtart som beskrevs av Georges Bernardi. Polyscias gruschvitzkii ingår i släktet Polyscias och familjen Araliaceae. Inga underarter finns listade.